# Klandaran
Klandaran is een bestuurslaag in het regentschap Purworejo van de provincie Midden-Java, Indonesië. Klandaran telt 292 inwoners (volkstelling 2010).